# Capilla de San Quirce y Santa Julita (Calella)
La capilla de San Quirce y Santa Julita es una  iglesia del municipio de Calella (Barcelona) incluida en el Inventario del Patrimonio Arquitectónico de Cataluña.

## Descripción
Es un edificio de una sola nave con una capilla lateral en el lado izquierdo, y luego la sacristía. Es de planta rectangular. Son visibles cuatro pilares que sostienen arcos con punto de almendra dividiendo la nave en tres partes. El tejado tiene una vertiente perpendicular a la fachada principal, con portal dovelado; hornacina con la imagen de Sant Quirze y espadaña con campana. El interior de la iglesia está iluminado por tres ventanas -más modernas-, situadas en la fachada lateral, de arcos de medio punto. La obra es de piedra -carreus- rebozada. La fachada es totalmente lisa.

## Historia
Fue construida antes del XV. Los peligros del mar llevaron la devoción a San Telmo, y por eso la cofradía de pescadores construyeron la capilla al borde del mar. En varias ocasiones fue habilitada como parroquia interina. También fue lugar de acopio para los servicios de la Universidad o del Común, cuando no existía la casa de la villa. Igualmente fue utilizada varios años por escuela. Definitivamente fue dedicada a Sant Quirze y Santa Julita, al desaparecer la capilla de los patrones de Calella situada en el arroyo de Cabo-Áspero.